# Leite escaldado
Leite escaldado é o leite que foi aquecido a 83 °C (181 °F). A esta temperatura, as bactérias são mortas, as enzimas do leite são destruídas e muitas das proteínas são desnaturadas. Como a maior parte do leite vendido hoje é pasteurizado, o que cumpre os dois primeiros objetivos, o leite normalmente é escaldado para aumentar sua temperatura ou para alterar a consistência ou outras interações de cozimento devido à desnaturação das proteínas.
Durante a escaldadura, um cuida leite (utensílio de cozinha) pode ser usado para evitar que o leite ferva e queime.
O leite escaldado é exigido nas receitas originais do molho Béchamel, pois a adição de líquido quente, incluindo leite, a um roux era menos provável de fazer um molho irregular ou uma degustação de farinha crua.
É usado em massas de pão e outras leveduras, pois a pasteurização não mata todas as bactérias e, com as leveduras selvagens que também podem estar presentes, elas podem alterar a textura e o sabor. Receitas antigas o suficiente para serem baseadas em leite ordenhado à mão, resfriado lentamente e não pasteurizado especificam o leite escaldado com muito mais justificativa, e os livros de receitas modernos tendem a manter a tradição. Além disso, o leite escaldado melhora o crescimento devido à inibição do crescimento do pão por certas proteínas do leite não desnaturadas.
É usado no iogurte para fazer as proteínas se desdobrarem e para garantir que todos os organismos que possam competir com as bactérias da cultura do iogurte sejam mortos. Na fabricação tradicional de iogurte, como é feito no Mediterrâneo Oriental e no Oriente Próximo, o leite é frequentemente aquecido em panelas planas até ser reduzido à metade. Qualquer que seja o efeito da escaldadura na proteína do leite, é principalmente esta concentração que reduz a separação do soro. Os processadores comerciais modernos usam leite seco ou concentrado ou gomas vegetais e gelatinas, como pectina, carragenina ou ágar para evitar a separação do soro no iogurte.